# Alton (Kansas)
Alton – miasto w Stanach Zjednoczonych, w stanie Kansas, w hrabstwie Osborne.